# Kevin Doyle
Kevin Edward Doyle, född 18 september 1983 i Adamstown i Irland, är en irländsk föredetta fotbollsspelare.

## Spelarkarriär

### St Patrick's Athletic
I september 2001 skrev Doyle skrev på sitt första kontrakt som fotbollsspelare med när han skrev på för St Patrick's Athletic. I början så spelade han med under 18-laget men inom några månader gjorde han debut för a-laget i League of Ireland.

### Cork City
Han flyttade till Cork City i februari 2003. Där började han spela som högermittfältare men ganska snart fick han spela på sin naturliga plats som anfallare. Han gjorde 25 mål på 75 matcher i ligan och 2 mål på sex matcher i UEFA Intertoto Cup innan han lämnade klubben.

### Reading
Den 7 juni 2005 skrev Doyle på ett två årskontrakt kontrakt med Reading som fick betala €117 000 (ungefär £78 000) för honom. Fast han lämnade Cork så fick han en medalj när de vann League of Ireland Premier Division i november 2005, då han spelat tillräckligt många matcher innan han lämnat klubben. Från början var det meningen att han skulle vara en reservspelare, men en skada på Dave Kitson gav honom chansen i A-laget. Han tog den och gjorde sedan flera viktiga mål, bland annat målet som innebar oavgjort mot Leicester City och därmed uppflyttning till Premier League för första gången i klubbens historia den 25 mars 2006. Han kom att bli en viktig del i Readings vinnande lag och enligt Actim Index så var han en av Championships toppspelare den säsongen. Han utnämndes till årets spelare i Reading säsongen 2005–06.
Doyle var en av Readings viktigaste spelare i Premier League säsongen 2006–07. Han gjorde sitt första Premier League mål när han gav Reading ledningen genom en nick i tredje minuten mot Aston Villa, matchen förlorade man sedan med 2–1. Han visade sig vara en riktigt bra huvudspelare och gjorde fler nickmål än någon annan spelare i Premier League. Reading lyckades inte hålla sig kvar säsongen 2007–08 och flyttades ned till Championship, men de lyckades behålla Doyle och många av de andra toppspelarna. Klubben kom fyra men förlorade sedan mot Burnley i playoff spel.

### Wolverhampton Wanderers FC
Doyle flyttade till nyuppflyttade Premier League laget Wolverhampton Wanderers för en icke namngiven summa, (men det rycktas att den var på £6,5 miljoner och i så fall klubbrekord) där han skrev på ett fyraårskontrakt den 30 juni 2009. Efter att ha ådragit sig en mindre skada i en landskamp när han spelade för Ireland, tvingades han sitta på bänken när säsongen började. Hans första match för wolves var som avbrytare när de mötte Manchester City, hans första mål för klubben kom när man vann med 2–1 över Fulham den 20 september 2009.

### Landslag
Han har spelat i Irlands U21 lag och var med i det irländska lag som var med i FIFA World Youth Championship 2003. Totalt så spelade han elva matcher och gjorde sex mål i U21 laget.
I oktober 2005 fick han besked om att han blivit uttagen i Irländska landslaget och han gjorde sin landslagsdebut mot Sverige i vänskapsmatch på Lansdowne Road den 1 mars 2006. Hans första tävlingsmatch var mot Tyskland den 2 september 2006 i en kvalificeringsmatch till Europamästerskapet i fotboll 2008. Han gjorde sitt första mål i seniorlandslaget i november 2006 när man mötte San Marino och vann med 5–0.

## Meriter
- League of Ireland Premier Division: 2005
- Football League Championship: 2005–06
- Football League One: 2013–14
- Årets spelare Reading: 2005–06